# Iriadamant

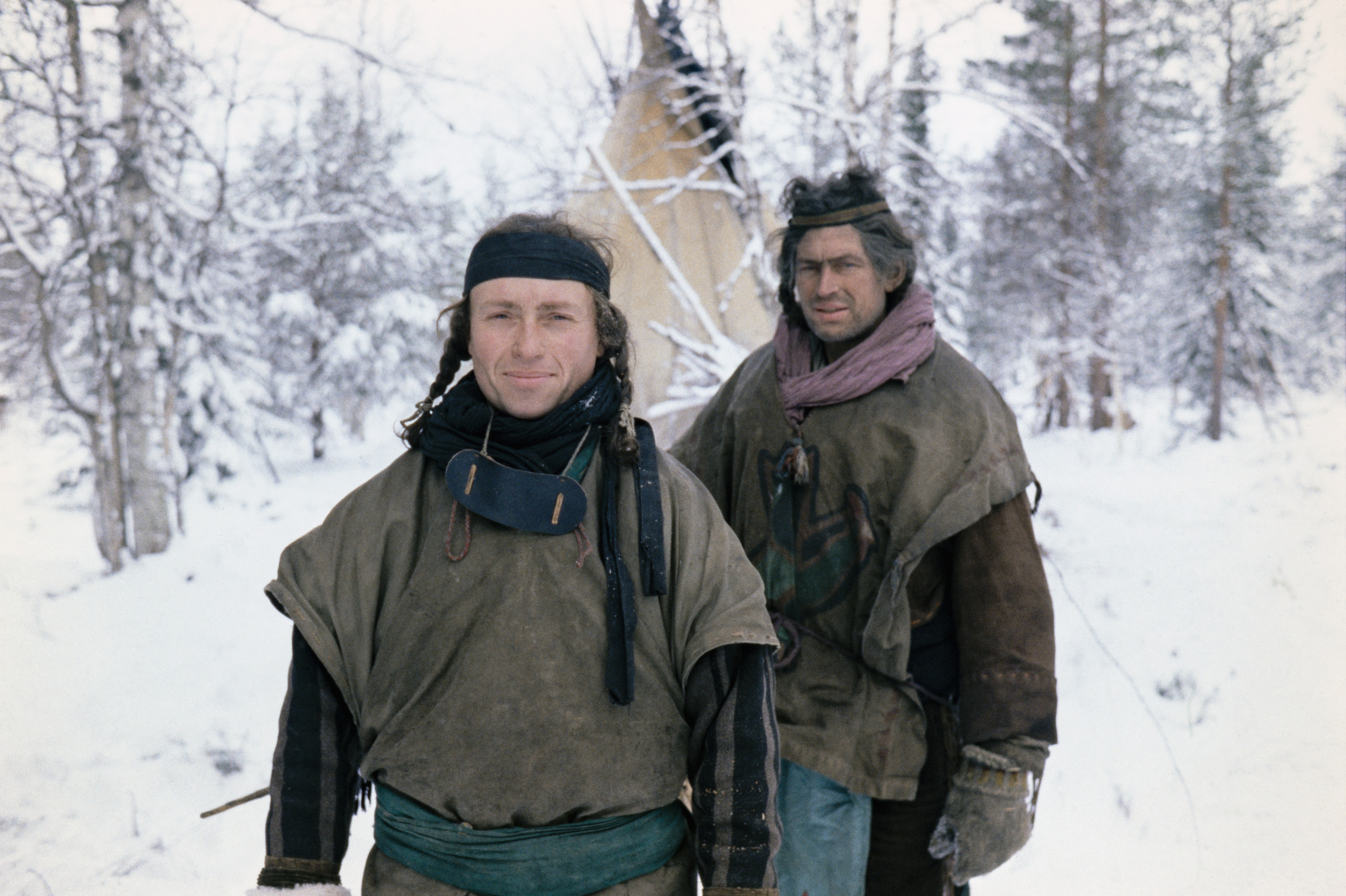
Membros da comunidade Iriadamant em Kittilä, outubro de 1992.

Os Iriadamant eram uma comunidade, também descrita como um culto, que viveu no norte da Finlândia de 1991–1993. Os residentes da comunidade eram principalmente franceses e belgas, mas vestidos com trajes de nativos americanos. O grupo chegou à Finlândia com o apoio do professor Erkki Pulliainen da Universidade de Oulu com a intenção de “estudar a vida na natureza” e aprender autossuficiência. No outono de 1991, o grupo fundou um acampamento perto de Kittilä. Embora fossem descendentes de europeus, eles eram chamados de "índios de Kittilä" ( finlandês: Kittilän intiaanit) ou "índios de estilo de vida" (finlandês: elämäntapaintiaani). Quando o acampamento foi estabelecido, ele era geralmente visto de uma forma positiva.
No início de 1993, a atitude mudou. O professor Pulliainen logo encerrou o relacionamento quando ficou claro que nenhuma pesquisa estava sendo feita no campo. Segundo reportagens de jornais, as condições eram miseráveis, frias, sujas e os moradores não tinham comida e cuidados de saúde. Os campistas foram acusados nos jornais de, entre outras coisas, abusar de crianças. Foi revelado que o grupo dependia principalmente do abastecimento alimentar externo. O fundador do Iriadamant, Pierre Maltais, geralmente não morava no acampamento, mas em um hotel em Helsinque. O movimento foi cada vez mais considerado como um “espectáculo de penas verdes” criado por um culto ecológico, no qual a liderança enganava o mundo exterior e os seus membros. Os Iriadamant foram deportados da Finlândia em 1993. A comunidade se desfez logo depois.

## Origens
O acampamento Iriadamant foi fundado pelo franco-canadense Pierre Doris Maltais. Maltais, que também usou os nomes Norman William e Alpjoine, alegou falsamente que era de ascendência Métis. Ele e seus seguidores mais tarde se apresentaram como pessoas Micmac. Em 1973, Maltais fundou “La Tribu”, um grupo ecológico. Mais tarde, eles mudaram seu nome para Ecoovie (vida ecológica). O grupo mudou-se para Paris em 1978 e começou a vender produtos naturais. Em 1984, o grupo embarcou em uma turnê mundial para plantar árvores e divulgar sua filosofia. O grupo principal era principalmente francês, franco-canadense e belga. Os membros da comunidade se identificaram com os povos e costumes dos Nativos Norte- Americanos, vestindo trajes tradicionais e adotando nomes inspirados nos nativos.
No seu auge, a Ecoovie tinha cerca de 500 membros em toda a Europa que viviam um estilo de vida primitivo. Eles geralmente rejeitavam as dietas modernas, os cuidados médicos e o uso de ferramentas.. O grupo mais tarde assumiu o nome de Iriadamant, derivado da frase "pintores de estilo de vida ".

## Estabelecimento do acampamento
O grupo foi para a Finlândia via Suécia depois de caminhar da Itália em 1991. Eles foram convidados para ir à Finlândia pelo arquiteto  fi e Erkki Pulliaine], professor de zoologia na Universidade de Oulu e deputado da Liga Verde. De acordo com o acordo com Pulliainen, o grupo veio à Finlândia para implementar o projeto interdisciplinar ESSOC (“Silvilização Ecológica e Sobrevivência com a Ajuda de Culturas Originais”) em cooperação com a [[Universidade de Helsinque]. Com base nisso, foi-lhes concedida uma autorização de residência até ao final de Julho de 1992. Foi relatado que o grupo incluía inicialmente cerca de 140 pessoas..
O grupo Iriadamant afirmou que seu objetivo era estudar cientificamente a adaptação do homem à natureza por meio do estilo de vida dos povos nativos. Eles se opuseram ao modo de vida ocidental e, em contraste, o grupo praticava uma “silvilização”e rituais religiosos. Eles também procuraram estudar a vida orgânica no Ártico. Os experimentos propostos deveriam durar sete anos, quando eles esperavam ser autossuficientes..
A comunidade foi considerada por alguns como uma verdadeira tribo de nativos americanos e foi recebida com curiosidade e positividade por parte do público. O primeiro acampamento deles foi perto de Oulu. Embora o objetivo original fosse acabar no sul da Finlândia, eles fizeram um acordo com uma empresa de turismo em Kittilä. Eles concordaram em funcionar como atração turística em troca de terras e provisões. O grupo foi estabelecido em Lainio, uma pequena vila turística perto de Neitokainen. No entanto, dentro de um ano, o acampamento foi fechado para pessoas de fora.
Em Lainio, os Iriadamant construíram abrigos permanentes cobertos de relva chamados "gwams". O assentamento foi dividido em subcampos para homens, mulheres e crianças, que cercavam um fórum central e um mercado.

## Estilo de vida e problemas
O Iriadamant praticava crenças religiosas animistas. Rituais e rotinas diárias foram planejadas em torno dos ciclos planetários e das estações. Quatro "guardiões dos elementos" eram eleitos trimestralmente para delegar funções aos membros tribais. A comunidade vivia com uma dieta vegana e procurava reunir grande parte de sua comida. O grupo conduziu oficinas de vida sustentável em municípios próximos como parte do programa "School of Hard Knocks (Universidade da Vida]".
Na Finlândia, os Iriadamant não tiveram sucesso na sua busca pela autossuficiência. O acampamento dependia de doações de alimentos de agricultores locais e de membros de sua organização de apoio. Batatas eram contrabandeadas ilegalmente de Sollefteå porque não conseguiam cultivar as suas próprias. Quatro caminhões de lenha eram entregues todos os dias. Apesar deste apoio externo, as condições do campo eram inadequadas. A higiene e a saúde dentária foram consideradas problemas.
O grupo também fingiu viver de forma mais orgânica do que realmente vivia, usando secretamente suprimentos e ferramentas modernas. Louça feita para parecer casca de árvore e tecido era na verdade de plástico e vidro. As roupas doadas foram descartadas ou usadas como isolamento de edifícios. Verificou-se que usavam serras modernas para derrubar árvores. Depois que o acampamento foi abandonado, uma grande quantidade de lixo plástico permaneceu.
Em agosto de 1992, um menino de três anos morreu no campo de bronquite e duodenite. Um dos membros do grupo, Ilpo Okkonen, afirmou que o menino pode ter sido abusado sexualmente por Maltais antes de sua morte. De acordo com Okkonen, a criança e Maltais retiraram-se em particular para o gwam de Maltais após uma cerimônia no aniversário do menino. O grito da criança foi ouvido mais tarde no gwam. Após o incidente, o menino ficou frenético e retraído.

## Mídia
Segundo o historiador Maarit Niiniluoto, a imprensa que cobriu o Iriadamant foi nitidamente dividida em dois grupos. Muitas revistas semanais apresentaram o grupo e sua ideologia em tom positivo após sua chegada à Finlândia. Por outro lado, alguns jornais e Vihreä Lanka, uma revista afiliada à Liga Verde, começaram a escrever negativamente sobre o grupo.
O campo estaria completamente isolado e os residentes teriam enfrentado problemas com a população e as autoridades locais. O grupo foi acusado, entre outras coisas, de abusar de crianças e de manter pessoas no campo contra a sua vontade. O líder do grupo, Maltais, estava ligado ao comércio internacional de drogas e armas e ao terrorismo. As acusações foram baseadas no livro Le mic-mac des services secret: dossier Ecoovie, publicado em 1990, e em entrevistas com Elisabeth Rydell-Janson, ex-secretária internacional do [[Partido Verde (Suécia)]. A mídia descreveu as condições no campo de Kittilä como miseráveis e relatou que os moradores estavam passando fome e frio.
Segundo Matti Sarmela, professor de antropologia da Universidade de Helsinque, foi um caso de difamação e deslegitimação. De acordo com Niiniluoto, foi revelador que o os autores dos artigos mais negativos nunca visitaram o campo de Kittilä e não tiveram interesse em aprender sobre as mensagens e a vida do grupo.

## Deportação e dissolução
Erkki Pulliainen retirou-se do projeto após suspeitar de uma fraude e parou de financiar sua pesquisa. Pulliainen mais tarde descreveu o líder do grupo, Maltais, como carismático, socialmente talentoso e um excelente manipulador.
Depois que Pulliainen retirou seu apoio, o Escritório de Imigração Finlandês não quis estender a autorização de residência do grupo. A decisão foi apelada por Antti Seppälä, então Comissário para Estrangeiros.
No final de março de 1993, a deputada Tina Mäkelä do Partido Rural Finlandês apresentou uma pergunta escrita ao parlamento sobre a residência dos índios Iriadamant na Finlândia. Mäkelä perguntou sobre a proibição de futuros “estudos de estilo de vida” e perguntou se o governo iria compensar as partes interessadas pelos custos causados pelo grupo. Ela estimou os danos financeiros em mais de um milhão de marcos finlandeses. O Ministro do Interior Mauri Pekkarinen afirmou na sua resposta que não havia nada sugestivo de crime nas atividades do grupo e que o inquérito não deu origem a novas ações a esse respeito. Pekkarinen disse que o processamento de despesas que o grupo possa causar a indivíduos ou empresas não faz parte das atribuições das autoridades públicas.
No verão de 1993, o grupo realizou um "Walking Speech" por toda a Finlândia. O Iriadamant difundiu sua filosofia e reuniu assinaturas para uma petição de apoio ao movimento. No geral, foram acumuladas 7.000 assinaturas e a petição foi enviada ao presidente Mauno Koivisto.
O grupo acabou por ser deportado por decisão do Ministério do Interior, justificada pela caducidade da autorização de residência temporária. Os Iriadamant foram posteriormente impedidos de aceder ao campo de Lainio. Em agosto de 1993, mais de dois caminhões de lixo foram removidos do campo por voluntários. O Supremo Tribunal Administrativo da Finlândia rejeitou a recurso do grupo contra a decisão de deportação no final de setembro de 1993.
Os integrantes do grupo, que eram 56 na fase final, haviam anunciado que partiriam do país pelo Aeroporto de Helsínquia-Vantaa em 3 de novembro de 1993. Porém, não compareceram. ":5" /> Na verdade, um ônibus cheio de Iriadamant sem passaporte atravessou a fronteira com a Suécia e desceu até a Holanda. O grupo chegou até a Itália antes de decidirem se separar.
Em 1993, um tribunal belga acusou Maltais de, entre outras coisas, fraude e peculato. Ele escapou da acusação. Mais tarde, ele se mudou para Nicarágua, onde supostamente morreu em 2015. Ecoovie apareceu na lista Rapport Gest-Guyard de cultos franceses em 1995.

## Na cultura popular
Em 2017, Yle exibiu um programa de rádio sobre o movimento Ecoovie chamado Intiaanit tullee! com Ilpo Okkonen. A série documental Gaialand foi lançada em 2022 a partir de imagens feitas por Okkonen.